# Perizonium

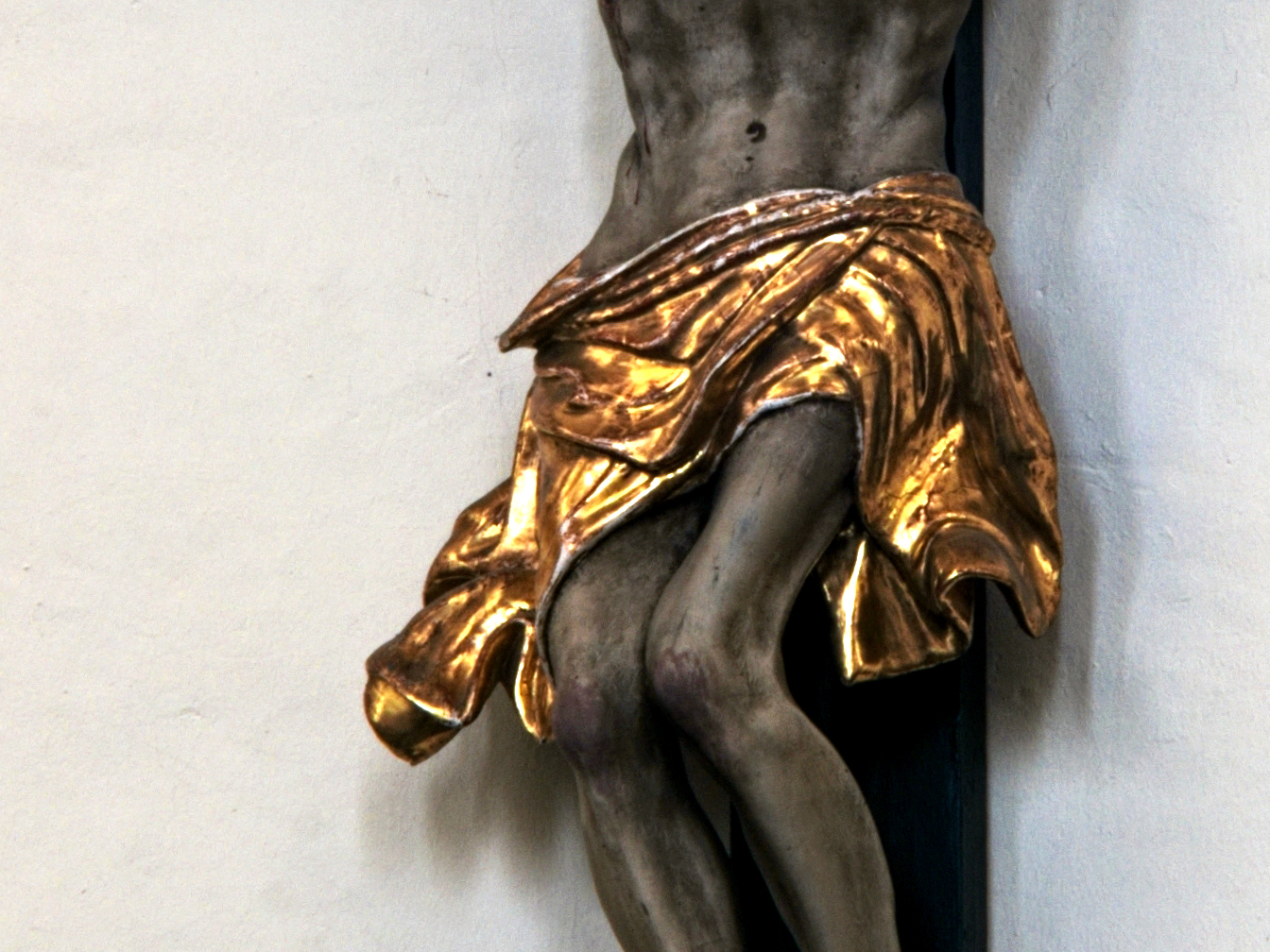
Drewniany krucyfiks na ścianie kościoła Wszystkich Świętych w Gliwicach - perizonium

Perizonium (z gr. περίζωμα, od περί, peri „wokół” i ζωμα, zoma „opaska, przepaska, pas”) – drapowana opaska bioder ukrzyżowanego Jezusa Chrystusa; w ikonografii często przyjmująca rozmaite formy.
W poszczególnych okresach sztuki perizonium jest odmiennie przedstawiane: w sztuce romańskiej w formie sztywnych pionowych fałd, wiązane z przodu, sięgające od pasa do kolan, w gotyku fantazyjnie drapowane i krótsze, często z węzłem przesuniętym na bok, od XVII wieku najczęściej podtrzymywane sznurem okalającym biodra, wąskie. W połowie XVIII wieku spod perizonium przewiązanego sznurem widoczny był fragment biodra.
Perizonium pochodzi z kultury minojskiej i przedstawione jest np. na fresku Tauromachia.
Wygląd perizonium jest ważny dla historyków sztuki. Zmiany jakim podlegało w kolejnych wiekach stały się jednym z elementów datujących sceny ukrzyżowania.